# Маурісіо Ечасу
Маурісіо Ечасу (ісп. Mauricio Echazú; нар. 2 січня 1989) — колишній перуанський тенісист.
Найвищу одиночну позицію світового рейтингу — 379 місце досяг 8 лютого 2010, парну — 393 місце — 22 серпня 2011 року.
Завершив кар'єру 2020 року.

## Фінали ф'ючерсів за кар'єру

### Одиночний розряд (2)

#### Титули
| Легенда                                                     |
| Великий шлем (0)                                            |
| Tennis Masters Cup Фінали Світового туру ATP (0)            |
| Серія Мастерс ATP Серія Мастерс 1000 Світового Туру ATP (0) |
| Серія ATP Інтернешнл Ґолд Серія 500 Світового туру ATP (0)  |
| Серія ATP Інтернешнл Серія 250 Світового туру ATP (0)       |
| Тур ATP Челленджер (0)                                      |
| Future Tour (2)                                             |

| Титули за покриттям |
| Тверде (2)          |
| Ґрунт (0)           |
| Трава (0)           |
| Килим (0)           |

| Ранг | Дата          | Турнір        | Покриття | Суперник у фіналі   | Рахунок          |
| ---- | ------------- | ------------- | -------- | ------------------- | ---------------- |
| 1.   | 2 лютого 2009 | Коста-Рика F1 | Тверде   | Адріанс Жгунс       | 6–3, 3–6, 6–2    |
| 2.   | 13 липня 2009 | Венесуела F4  | Тверде   | Луїс-Мануель Флорес | 2–6, 6–4, 7–6(4) |

#### Поразка
| Легенда                                                     |
| Великий шлем (0)                                            |
| Tennis Masters Cup Фінали Світового туру ATP (0)            |
| Серія Мастерс ATP Серія Мастерс 1000 Світового Туру ATP (0) |
| Серія ATP Інтернешнл Ґолд Серія 500 Світового туру ATP (0)  |
| Серія ATP Інтернешнл Серія 250 Світового туру ATP (0)       |
| Тур ATP Челленджер (0)                                      |
| Future Tour (5)                                             |

| Поразка за покриттям |
| Тверде (1)           |
| Ґрунт (4)            |
| Трава (0)            |
| Килим (0)            |

| Ранг | Дата             | Турнір       | Покриття | Суперник у фіналі       | Рахунок          |
| ---- | ---------------- | ------------ | -------- | ----------------------- | ---------------- |
| 1.   | 11 серпня 2008   | Еквадор F1   | Ґрунт    | Іван Ендара             | 6–7(3), 3–6      |
| 2.   | 17 серпня 2009   | Еквадор F3   | Ґрунт    | Факундо Баньїс          | 5–7, 2–6         |
| 3.   | 18 жовтня 2010   | Чилі F1      | Ґрунт    | Гільєрмо Рівера-Арангіс | 2–6, 6–4, 5–7    |
| 4.   | 8 листопада 2010 | Перу F1      | Ґрунт    | Себастьян Декуд         | 6–7(4), 6–7(5)   |
| 5.   | 25 квітня 2011   | Венесуела F1 | Тверде   | Давід Соуто             | 4–6, 6–3, 6–7(4) |

### Парний розряд (6)

#### Титули
| Легенда                                                     |
| Великий шлем (0)                                            |
| Tennis Masters Cup Фінали Світового туру ATP (0)            |
| Серія Мастерс ATP Серія Мастерс 1000 Світового Туру ATP (0) |
| Серія ATP Інтернешнл Ґолд Серія 500 Світового туру ATP (0)  |
| Серія ATP Інтернешнл Серія 250 Світового туру ATP (0)       |
| Тур ATP Челленджер (0)                                      |
| Future Tour (6)                                             |

| Титули за покриттям |
| Тверде (1)          |
| Ґрунт (5)           |
| Трава (0)           |
| Килим (0)           |

| Ранг | Дата            | Турнір      | Покриття | Партнер        | Суперник у фіналі                        | Рахунок          |
| ---- | --------------- | ----------- | -------- | -------------- | ---------------------------------------- | ---------------- |
| 1.   | 6 серпня 2007   | Perú F2     | Ґрунт    | Матіас Сільва  | Маурісіо Дорія-Медіна Маурісіо Естіваріс | 6–4, 6–3         |
| 2.   | 20 серпня 2007  | Еквадор F1  | Тверде   | Матіас Сільва  | Хозе Стейтам Адам Томпсон                | 2–6, 6–4, 6–2    |
| 3.   | 15 липня 2008   | Perú F3     | Ґрунт    | Матіас Сільва  | Серхіо Гальдос Гідо Пелья                | 2–6, 6–1, [10–7] |
| 4.   | 18 серпня 2010  | Колумбія F1 | Ґрунт    | Мацек Сикут    | Даніель Гарса Денніс Живковіч            | 3–6, 6–3, [10–8] |
| 5.   | 13 вересня 2010 | Болівія F1  | Ґрунт    | Серхіо Гальдос | Адам Ель Мідаві Едуардо Кольберг-Руїс    | 6–1, 6–4         |
| 6.   | 15 серпня 2011  | Перу F2     | Ґрунт    | Роман Рекарте  | Гвідо Андреоцці Мартін Куевас            | 5–7, 6–4, [10–5] |

#### Поразка
| Легенда                                                     |
| Великий шлем (0)                                            |
| Tennis Masters Cup Фінали Світового туру ATP (0)            |
| Серія Мастерс ATP Серія Мастерс 1000 Світового Туру ATP (0) |
| Серія ATP Інтернешнл Ґолд Серія 500 Світового туру ATP (0)  |
| Серія ATP Інтернешнл Серія 250 Світового туру ATP (0)       |
| Тур ATP Челленджер (0)                                      |
| Future Tour (14)                                            |

| Поразка за покриттям |
| Тверде (3)           |
| Ґрунт (11)           |
| Трава (0)            |
| Килим (0)            |

| Ранг | Дата              | Турнір       | Покриття | Партнер             | Суперник у фіналі                         | Рахунок          |
| ---- | ----------------- | ------------ | -------- | ------------------- | ----------------------------------------- | ---------------- |
| 1.   | 25 вересня 2006   | Венесуела F4 | Ґрунт    | Серхіо Рамірес      | Карлос Авельян Хуліо Сесар Кампосано      | 6–7(0), 4–6      |
| 2.   | 15 жовтня 2007    | México F9    | Ґрунт    | Матіас Сільва       | Ігнасіо Коль-Рюдаветс Пабло Мартін-Адалія | 0–6, 4–6         |
| 3.   | 11 серпня 2008    | Еквадор F3   | Ґрунт    | Себастьян Рівера    | Хуан-Мануель Романацці Агустін Велотті    | 6–7(5), 3–6      |
| 4.   | 30 вересня 2008   | Еквадор F6   | Ґрунт    | Себастьян Рівера    | Іван Ендара Вальтер Валаресо              | 3–6, 6–2, [9–11] |
| 5.   | 13 жовтня 2008    | Чилі F2      | Ґрунт    | Себастьян Рівера    | Каталін-Йонуц Гард Денісс Павловс         | 6–3, 5–7, [2–10] |
| 6.   | 11 листопада 2008 | Perú F5      | Ґрунт    | Іван Ендара         | Алехандро Кон Леандро Мігані              | 4–6, 2–6         |
| 7.   | 18 травня 2009    | Венесуела F2 | Тверде   | Іван Ендара         | Алехандро Гонсалес Едуардо Струвай        | 2–6, 5–7         |
| 8.   | 5 жовтня 2009     | Венесуела F7 | Ґрунт    | Аріель Беар         | Франсіско Карбахаль Едуардо Струвай       | 3–6, 6–1 [8–10]  |
| 9.   | 19 жовтня 2009    | Венесуела F9 | Тверде   | Аріель Беар         | Луїс Девіс Мартінес Йоні Ромеро           | 6–7(5), 5–7      |
| 10.  | 23 серпня 2010    | Колумбія F2  | Ґрунт    | Марсело Аревало     | Іван Ендара Гільєрмо Рівера-Арангіс       | 6–2, 3–6, [7–10] |
| 11.  | 27 вересня 2010   | Болівія F3   | Ґрунт    | Серхіо Гальдос      | Маурісіо Дорія-Медіна Маурісіо Естіваріс  | 4–6, 4–6         |
| 12.  | 4 жовтня 2010     | Болівія F4   | Ґрунт    | Серхіо Гальдос      | Уго Дельєн Федеріко Себальйос             | 1–6, 4–6         |
| 13.  | 9 листопада 2010  | Perú F1      | Ґрунт    | Франсіско Карбахаль | Мартін Куевас Хуан Мануель Романацці      | 4–6, 6–7(5)      |
| 14.  | 25 квітня 2011    | Венесуела F1 | Тверде   | Серхіо Гальдос      | П'єро Луїзі Роман Рекарте                 | 6–4, 3–6, [7–10] |

## Зміна рейтингу ATP (в одиночному розряді)
Рейтинг ATP на кінець року.
| Рік                          | 2006 | 2007   | 2008  | 2009  | 2010  | 2011  | 2012  | 2013  |
| Рейтинг в одиночному розряді | 990  | ▼ 1238 | ▲ 666 | ▲ 402 | ▼ 481 | ▼ 590 | ▲ 509 | ▲ 508 |